# 马占仓
马占仓（?—1937年），中華民國大陸時期中央陆军新编第三十六师回族穆斯林将领，任內正副師長為马仲英和马虎山。
1933年第一次喀什战役中，馬占倉击退了由陶菲格·貝伊领导的维吾尔人的進攻，並炸伤了陶菲格。
1934年叶尔羌战役和英吉沙战役中，馬占倉與馬福元成功剿滅柯尔克孜和维吾尔叛军並消滅东突厥斯坦第一共和国领导人铁木尔伯克、阿不都拉·布格拉和努尔·阿合买提江·布格拉。  
馬占倉後升任第三十六師副師長。